# Васильева, Ольга Вениаминовна
Ольга Веняминовна Васильева (род. 13 марта 1974 года, дер. Мунсют, Цивильский район, Чувашия) — советская, российская и азербайджанская футболистка, мастер спорта России по футболу, полузащитник, футбольный тренер. Выступала за сборную России и сборную Азербайджана.

## Биография
Выступала за российские клубы: «Цивилянка», «Волжанка», «Лада», «ЦСК ВВС», «Надежда», «Звезда-2005». 25 апреля 1996 в матче на Кубке России в составе команды «Лада» (Тольятти) оформила хет-трик, забив 3 мяча в ворота «Сююмбике-Зилант» (Зеленодольск). 16 мая 2009 года провела последний матч в составе «Звезды-2005», выйдя на 87 минуте финального матча Кубка УЕФА против немецкого «Дуйсбурга».
В 1993 и 1994 годах игрок сборной России по футболу. В 2006 году выступала за Азербайджан, сыграв по 90 минут против сборных Румынии, Эстонии и Болгарии и забив в ворота Эстонии 2 гола в течение 2-х минут.
В 1997 году окончила Чувашский государственный педагогический институт.
В первой половине сезона 2021 года работала тренером дебютанта женской высшей лиги России казанского «Рубина». На данный момент (16.03.2024г.) работает тренером девочек в спортивной школе по футболу "Мирас" г. Казань.

## Достижения

### Командные
- Чемпионка России (2): 2007, 2008
- Вице-чемпионка России: 2002
- Бронзовый призёр чемпионата России (4): 1996, 2003, 2005, 2006
- Обладательница Кубка России (2): 2002, 2007
- Финалист Кубка УЕФА: 2008/09

### Личные
- В 1992 году входила в число 33-х лучших футболисток России.
- В сезонах 1992, 1993 и 1994 годов становилась лучшим бомбардиром клуба «Волжанка» (9, 5 и 7 мячей соответственно).

## Статистика выступлений за Сборные
| Сборная     | Дата       | Турнир                        | Место проведения | Соперник  | Счет | Время на поле | Голы     |
| ----------- | ---------- | ----------------------------- | ---------------- | --------- | ---- | ------------- | -------- |
| Россия      | 26.05.1993 | международный турнир          | Лион             | Франция   | 0:5  | 60'           | -        |
| Россия      | 28.05.1993 | международный турнир          | Лион             | Польша    | 1:1  | 41'           | -        |
| Россия      | 30.05.1993 | международный турнир          | Лион             | Молдова   | 4:1  | 41'           | -        |
| Россия      | 28.06.1993 | международный турнир          | Хотьково         | Греция    | 2:2  | 46'           | -        |
| Россия      | 20.04.1994 | товарищеский матч             | Брисбен          | Австралия | 2:1  | 60'           | -        |
| Россия      | 23.04.1994 | товарищеский матч             | Голд-Кост        | Австралия | 1:1  | 70'           | -        |
| Азербайджан | 18.11.2006 | Предварительный раунд ЧЕ 2009 | Могошоая         | Румыния   | 1:4  | 90'           | -        |
| Азербайджан | 20.11.2006 | Предварительный раунд ЧЕ 2009 | Могошоая         | Эстония   | 3:2  | 90'           | 82′, 84′ |
| Азербайджан | 23.11.2006 | Предварительный раунд ЧЕ 2009 | Отопень          | Болгария  | 0:3  | 90'           | -        |